# Wang Chen (badmintoniska)
Wang Chen (chiń. 王晨; pinyin Wáng Chén; ur. 21 czerwca 1976 w Szanghaju) – hongkońska badmintonistka, specjalizująca się w grze pojedynczej. Złota medalistka olimpijska z Igrzysk Azjatyckich 2006, trzykrotna zwyciężczyni Mistrzostw Azji w badmintonie (2003, 2005, 2006).